# Nihiru
Nihiru è un atollo appartenente all'arcipelago delle Isole Tuamotu nella Polinesia francese.